# 褐毛猪屎豆
褐毛猪屎豆（学名：Crotalaria mysorensis）为豆科猪屎豆属下的一个种。

## 扩展阅读
維基物種上的相關：褐毛猪屎豆